# Grevinnan från Hongkong
Grevinnan från Hongkong (originaltitel: A Countess from Hong Kong) är en brittisk långfilm från 1967 med manus, regi och musik av Charlie Chaplin. Huvudrollerna spelas av Sophia Loren och Marlon Brando.

Filmen, som blev Chaplins sista, hade urpremiär den 5 januari 1967 i Storbritannien, följd av amerikansk premiär den 15 mars samma år. 
Den visades senast i svensk TV av SVT den 15 oktober 2018.